# 5月24日
5月24日是公历一年中的第144天（闰年第145天），离一年的结束还有221天。

## 大事记

### 17世紀
- 1626年：荷兰人从印第安人手中买下纽约曼哈顿。
- 1689年：《寬容法案》成為法律，在某些情況下給予英國非教會信徒宗教自由，但有意將天主教徒排除在外。

### 18世紀
- 1738年：英國神職人員約翰·衛斯理在倫敦市摩拉維亞弟兄會上受到感動，從而展開循道宗運動。
- 1787年：大陆会议在费城召开。
- 1798年：1798年愛爾蘭起義爆發，戰鬥從基爾代爾郡開始，隨後蔓延到全國各地。

### 19世紀
- 1822年：南美洲独立运动领袖安东尼奥·何塞·苏克雷率领的部队在皮钦查战役中击败西班牙军队。
- 1844年：美国发明家塞缪尔·摩斯完成从华盛顿哥伦比亚特区向马里兰州巴尔的摩发送电报的实验。
- 1883年：連結美國紐約曼哈頓和布魯克林的布魯克林大橋正式通車，為當時世界上最長的吊橋。

### 20世紀
- 1911年：纽约公共图书馆对外开放。
- 1935年：中国工农红军在长征中强渡大渡河。
- 1939年：抗日战争：随枣会战结束。
- 1941年：二战：英国皇家海军胡德号战列巡洋舰在北大西洋被德舰俾斯麦号击沉，全舰千余名官兵仅3人生还。
- 1952年：中国大陆开始大规模扫盲运动。
- 1953年：立体电影出现[[Category:自2019年5月]][可疑]。
- 1954年：晶体管电子计算机诞生。
- 1956年：第一届欧洲歌唱大赛于瑞士卢加诺举办。
- 1957年：台灣五二四事件。
- 1962年：美國國家航空暨太空總署太空人史考特·卡本特乘坐水星-擎天神7號升空，並環繞地球三圈。
- 1972年：英国格瑞夫里山立交桥开通，这是当时世界上最复杂的立交桥，昵称“意大利面条路口”。
- 1974年：香港旺角發生寶生銀行挾持人質事件，一名匪徒挾持十多名職員，其中一名負責調查的警司，為後來加入娛樂圈的陳欣健。
- 1976年：超音速客机协和飞机通达美国华盛顿市。
- 1979年：一艘運載越南船民的英國貨船抵達蒲台島。
- 1982年：两伊战争：伊朗收复失地，俘虏3万伊拉克官兵。
- 1985年：美国、西德、以色列三大国计划搜捕纳粹战犯约瑟夫·門格勒，实际上門格勒本人已于1979年2月意外溺死在巴西。
- 1991年：古巴完成从安哥拉撤军。
- 1993年：在经历长达30年的厄立特里亚独立战争后，厄立特里亚宣布脱离埃塞俄比亚成为独立国家。
- 1998年：香港第一屆立法會選舉正式舉行。因為這是香港特別行政區成立已來的首屆立法會選舉，所以得到了市民的積極參與。當天的地區選舉投票率高達53.29%，而功能界別選舉的投票率則有63.50%。
- 1999年：前塞爾維亞總統斯洛波丹·米洛塞維奇因為涉嫌在科索沃犯下戰爭罪和危害人類罪而遭起訴。

### 21世紀
- 2002年：俄罗斯总统普京与美国总统布什在莫斯科签署《俄美关于削减进攻性战略力量条约》和《俄美新战略关系联合宣言》。
- 2006年：美國導演戴維斯·古根漢執導的紀錄片《不願面對的真相》上映，促成對於氣候變遷的關注。
- 2017年：中華民國司法院大法官裁定現行民法未允許同性兩人結婚，已經違反憲法第22條「保障人民婚姻自由」及第7條人民「平等權」的保障，限法務部應在2年內研擬修法，保障同性婚姻。
- 2018年：中華民國非洲友邦布吉納法索於非洲日前夕閃電斷交。
- 2019年：因應臺灣同性婚姻釋憲案，立法院通過「司法院釋字第七四八號解釋施行法」，於本日開始施行，中華民國成為亞洲第一個同性婚姻合法化的國家。
- 2022年：美国德克萨斯州尤瓦尔迪的罗伯小学（英语：Robb Elementary School）爆发校园枪击案，造成19名儿童和2名成人死亡，是2012年桑迪胡克小学枪击案以来死伤最严重的小学枪击案。
- 2022年：英國廣播公司、德國《明鏡》等新聞媒體公布涉及中國新疆再教育營內部檔案的新疆公安文件。
- 2024年：巴布亞紐幾內亞恩加省發生山體滑坡，造成至少6人死亡、7人受傷、2,500餘人失蹤。

## 出生
- 前15年：日耳曼尼庫斯，儒略-克勞狄王朝成員。（19年逝世）
- 1494年：蓬托莫，義大利畫家。（1557年逝世）
- 1525年：張居正，明代政治重要改革家，曾推行一條鞭法與考成法，改革賦稅與官吏升遷制度。（1582年逝世）
- 1723年：彼得·阿斯卡尼奧，挪威裔丹麥生物學家、地質學家。（1803年逝世）
- 1743年：讓-保爾·馬拉，法國大革命時期政治理論家、科學家，雅各宾派主要领导人之一。（1793年逝世）
- 1803年：夏爾·呂西安·波拿巴，法國博物學家、鳥類學家，拿破崙一世侄子。（1857年逝世）
- 1803年：亞歷山大·馮·諾德曼，芬蘭生物學家。（1866年逝世）
- 1819年：维多利亚女王，英國女王。（1901年逝世）
- 1879年：竈門龜千代，日本眼科醫生。（卒年不詳）
- 1898年：海倫·陶西格，美國心臟病學家。（1986年逝世）
- 1899年：卡齊·納茲魯·伊斯拉姆，孟加拉-印度詩人、作家、音樂家、革命家。（1976年逝世）
- 1899年：亨利·米肖，法國詩人、畫家。（1984年逝世）
- 1902年：橫溝正史，日本推理小說作家。（1981年逝世）
- 1905年：米哈伊爾·蕭洛霍夫，苏联作家，1965年諾貝爾文學獎得主。（1984年逝世）
- 1918年：艾華士，退伍駐香港英軍，曾參加第二次世界大戰。（2006年逝世）
- 1919年：克萊德·科溫，美國物理學家。（1974年逝世）
- 1924年：李栢儉，香港大律師，曾任高等法院法官。（2012年逝世）
- 1928年：克里斯蒂娜·卡爾德隆，智利民族誌學者、工匠、作家和文史工作者。（2022年逝世）
- 1929年：高清愿，臺灣統一企業董事長。（2016年逝世）
- 1940年：伍晃榮，香港新聞主播。（2008年逝世）
- 1941年：，美國創作歌手、藝術家、作家，2016年諾貝爾文學獎得主。
- 1942年：弗雷澤·斯托達特，蘇格蘭化學家，2016年諾貝爾化學獎得主。（2024年逝世）
- 1942年：小澤一郎，日本政治人物，曾任自由民主党干事长。
- 1944年：大衛·貝加，美國-以色列男子舉重運動員。（2024年逝世）
- 1949年：吉姆·布勞德本特，英國男演員。
- 1950年：孫春兰，中國政治人物，曾任中國共產黨中央政治局委員、中華人民共和國國務院副總理。
- 1956年：橋本真司，日本遊戲製作人。
- 1960年：，英國女演員。
- 1962年：呂台年，台灣企業家。
- 1963年：歐陽應霽，香港跨媒體創作人。
- 1963年：麥可·謝朋，美國小說家、編劇。
- 1963年：亞曼達·賽佛，美國編劇、製片人
- 1963年：喬·杜馬斯，美國NBA職業籃球球員。
- 1964年：藤田和日郎，日本漫畫家。
- 1965年：齊藤次郎，日本男性聲優。
- 1965年：渡邊信一郎，日本動畫導演。
- 1965年：约翰·C·赖利，美國男演員。
- 1967年：莫家堯，香港演員。
- 1967年：何輝，香港足球運動員、評述員。
- 1967年：柴田亞美，日本漫畫家。
- 1971年：苏柏丽，香港配音員。
- 1972年：馬婭·桑杜，摩爾多瓦政治人物，現任摩爾多瓦總統。
- 1973年：路易斯·蒙特內哥羅，葡萄牙政治人物。
- 1974年：馬格努斯·曼斯克，德國生物化學家。
- 1979年：大須賀純，日本男性聲優。
- 1979年：特雷西·麦克格雷迪，美國籃球運動員。
- 1980年：張栢芝，香港女藝人。
- 1981年：廖語晴，台灣女演員。
- 1981年：叢慧芸，台灣壹電視新聞台新聞主播。
- 1984年：梁家榮，香港演員、YouTuber（2022年逝世）
- 1987年：湯晶媚，中國女演員。
- 1988年：波多野结衣，日本女艺人。
- 1988年：呂義柱，韓國男演員。
- 1989年：井山裕太，日本職業圍棋棋士。
- 1990年：松下優也，日本男歌手、演員。
- 1990年：佐敦·史賓斯，英國足球員。
- 1991年：袁浚楠，香港足球運動員。
- 1991年：梅田繪里加，日本女歌手、演員。
- 1991年：藤澤五月，日本女子冰壺運動員。
- 1991年：金允慧，韓國女演員。
- 1992年：馬庫斯·貝蒂內利，英格蘭職業足球運動員。
- 1994年：迪瑪希·庫達依別列根，哈萨克斯坦男歌手。
- 1994年：，阿根廷職業足球運動員。
- 1995年：梁敏巧，香港女演員。
- 1996年：內田秀，日本女性聲優。
- 1997年：奧莉薇亞·波德莫爾，紐西蘭女子自由車運動員。（2021年逝世）
- 1997年：河秀映，韓國女子偶像團體本月少女成員。
- 1997年：劉穎鏇，香港女演員。
- 1998年：黛西·埃德加-瓊斯，英國女演員。
- 1999年：塔尔耶伊·桑维克·穆厄，挪威男演員。
- 2000年：何洛瑤，香港女藝人。
- 2001年：倪樂琳，香港女演員。
- 2003年：一之瀨美空，日本女子偶像團體乃木坂46成員。
- 生年不詳：篠原成美，日本女性聲優。

## 逝世
- 571年：欽明天皇，日本第29代天皇（509年出生）
- 1136年：雨果·德·帕英，法國貴族，聖殿騎士團創始人及首任大團長（1070年出生）
- 1500年：巴爾托洛梅烏·迪亞士，葡萄牙貴族、航海家，好望角的發現者（1450年出生）
- 1543年：尼古拉·哥白尼，波兰天文学家（1473年出生）
- 1734年：格奧爾格·恩斯特·斯塔爾，德國化學家、醫生、哲學家（1659年出生）
- 1896年：費德里科·路易吉，義大利將領、政治人物、數學家，第7任義大利首相（1809年出生）
- 1950年：颜惠庆，中国外交家（1877年出生）
- 1973年：沃爾特·唐納森，蘇格蘭職業撞球運動員（1907年出生）
- 1981年：海梅·羅爾多斯·阿吉萊拉，厄瓜多政治人物，前任厄瓜多尔总统（1940年出生）
- 1995年：哈羅德·威爾遜，英國政治人物，前任英國首相（1916年出生）
- 2002年：習仲勛，中共元老（1913年出生）
- 2006年：亨利·巴姆斯特德（英语：Henry Bumstead），好萊塢電影製作設計師（1915年出生）
- 2019年：默里·蓋爾曼，物理學家，美國國家科學院院士，建立基本粒子的系統分類，被譽為「夸克之父」（1929年出生）
- 2023年：蒂娜·特纳，美國女歌手、演員，被譽為「搖滾女王」（1939年出生）
- 2024年：Kabosu，日本柴犬，網路迷因「Doge」和加密貨幣「狗狗幣」的原型（2005年出生）

## 节假日和习俗
- 圣母进教之佑瞻礼
- 泛性戀現身日
- 巴西：咖啡日
- 保加利亚：教師節
- ：獨立日
- 加拿大：維多利亞日
- 中華民國：婚姻平權日